# Tmesisternus joliveti
Tmesisternus joliveti è una specie di coleottero del genere Tmesisternus, famiglia Cerambycidae. Fu descritta scientificamente da Breuning nel 1970 e abita frequentemente le foreste tropicali della  Papua Nuova Guinea. È una specie che raggiunge dimensioni tra gli 11 e i 16 mm.